# 柳沢栄治
柳沢 栄治（やなぎさわ えいじ、1967年8月22日 - 2024年11月12日）は、日本の男性声優。ぷろだくしょんバオバブ最終所属。東京都出身。

## 略歴
バオバブ学園（現：ビジュアル・スペース俳優養成所）3期生を経てぷろだくしょんバオバブ所属。
2024年11月12日、脳幹出血のため死去。57歳没。

## 人物
声種は中音域。
アニメ、外画吹き替えなどで活躍している。
資格は大型自動車一種免許、普通自動二輪免許。
特技は書道、趣味はツーリング。

## 出演

### テレビアニメ
1995年
- H2（根本 他）
- 黄金勇者ゴルドラン（親衛隊員）
- クレヨンしんちゃん（1995年 - 2016年、新聞屋さん、警官A、怪人、おじさん、原平 他）
- 忍たま乱太郎（1995年 - 2024年、商人、松千代先生〈3代目〉 他）
- ママはぽよぽよザウルスがお好き（源大の兄）

1996年
- エルフを狩るモノたち（門弟）
- 機動戦艦ナデシコ（極東指令）
- X'マスだよ! ドラえもん&ドラえもんズ超スペシャル!!（父親）
- 逮捕しちゃうぞ（不良B、隊員A）
- 超者ライディーン（係員）
- ドラえもん（テレビ朝日版第1期）（1996年 - 2004年、八百屋、大石内蔵助、マホのマネージャー 他）

1997年
- EAT-MAN（ヴィシュヌ、警備隊長、公安B、男B、ガヤ）
- クレヨンしんちゃんスペシャル! 家族みんなでハワイだゾ しかもオラ人魚に恋したゾ（店員）

1998年
- ひみつのアッコちゃん（第3作）（鬼熊稲雄）
- 魔術士オーフェン（1998年 - 1999年、村人D、行商人） - 2シリーズ

1999年
- アークザラッド（エルクの父）
- THE ビッグオー（1999年 - 2003年、ベックの部下、ダストンの部下、警官、部下） - 2シリーズ
- 週刊ストーリーランド（1999年 - 2000年、街人、側近C、男子社員B、乗客、記者B 他）
- ひみつのアッコちゃん第3期（鬼熊稲雄）
- Bビーダマン爆外伝V（てんしゅボン、ヤンキーボンA）
- ワイルドアームズ トワイライトヴェノム（ナオト）

2000年
- 妖しのセレス（男、患者、要人）
- 幻想魔伝 最遊記（偽悟浄）
- サクラ大戦TV
- BRIGADOON まりんとメラン（補佐官）

2001年
- グラップラー刃牙（夜叉猿、黒川、ゲーリー、ローランド･グスタフ、アンドレアノフ・ガーランド、親方 他）
- スターオーシャンEX（老神父）
- ヒカルの碁（石原）

2002年
- あたしンち（2002年 - 2008年、係B、駅員、係B）
- ウミガメと少年（男）
- 機動戦士ガンダムSEED（ユーレン・ヒビキ博士、下士官、本部クルー、連絡員）
- デジモンフロンティア（トレイルモン〈ワーム〉）
- 電光超特急ヒカリアン（ノブオ）
- NARUTO -ナルト-（2002年 - 2006年、ゲンゾウ、星の里の忍たち）

2003年
- 高橋留美子劇場 人魚の森（男C）
- TEXHNOLYZE（興行主）
- 成恵の世界（和人の父）
- デュエル・マスターズ チャージ（村長）
- プラネテス（男B、管制課員、広報課課長、デブリ屋A、同僚）
- 魔獣戦線 THE APOCALYPSE（ピーター）

2004年
- SDガンダムフォース（ザッパーザク、ガンバイカー）
- ケロロ軍曹（不良、スピリッツ）
- げんしけん（2004年 - 2007年、高柳） - 2シリーズ
- サムライチャンプルー（役人）
- 火の鳥 太陽編（蘇我安麻呂）
- ブラック・ジャック（密猟者、外科部長 他）
- 忘却の旋律（鹿川・父）
- MAJOR 1st season（山下）
- RAGNAROK THE ANIMATION（トーマス司教）

2005年
- 巌窟王（議長）
- GIRLSブラボー second season（老人客B）
- ガン×ソード（クラット 他）
- これが私の御主人様（マネージャー）
- SHUFFLE!（RRR隊長）
- SPEED GRAPHER（西谷）
- フルメタル・パニック! The Second Raid（作戦部高官B）
- 名探偵コナン（2005年 - 2021年、木下巡査、スタッフ、刑事、警備員、駅員 他）

2006年
- Ergo Proxy（ポリスワン）
- コードギアス 反逆のルルーシュ（2006年 - 2008年、オタク、隊員、機情B、警官、嚮団連絡員 他）
- 史上最強の弟子ケンイチ（辻の部下、キサラ隊の男 他）
- 涼宮ハルヒの憂鬱（岡部先生、森村清純、主審）
- 出ましたっ!パワパフガールズZ（徳川綱吉）
- ブラック・ジャック21（医師）
- マジカノ（医者）

2007年
- 人造昆虫カブトボーグ V×V（アトラス）
- 瀬戸の花嫁（メガネショップ店長）
- ロミオ×ジュリエット（男）

2008年
- ゴルゴ13（2008年 - 2009年、フレジャー、スパイ）
- 夜桜四重奏 〜ヨザクラカルテット〜（比泉）

2009年
- エグザムライ戦国（代貸し）
- はっけん たいけん だいすき!しまじろう（2009年 - 2010年、アルマジロ大王） - 2シリーズ
- ルパン三世VS名探偵コナン（SP）

2010年
- ドラえもん（テレビ朝日版第2期）（2010年 - 2024年、ブラック、鬼の役、男の人、客、運転手、山人 他）

2014年
- 人生相談テレビアニメーション「人生」（藤田先生）
- メカクシティアクターズ（ヒビヤの父）

2016年
- パズドラクロス（防災課職員、司会者）

2017年
- 結城友奈は勇者である -鷲尾須美の章-

2018年
- バキ（教師）

2022年
- 名探偵コナン 本庁の刑事恋物語〜結婚前夜〜（刑事）

2023年
- ふしぎ駄菓子屋 銭天堂（父方の祖父、街の人）

### 劇場アニメ
1996年
- 映画 忍たま乱太郎（門番）
- クレヨンしんちゃん ヘンダーランドの大冒険（入場係）

1998年
- クレヨンしんちゃん 電撃!ブタのヒヅメ大作戦（警備兵）
- ザ☆ドラえもんズ ムシムシぴょんぴょん大作戦!（警官）

1999年
- 逮捕しちゃうぞ the MOVIE

2000年
- 機動戦士ガンダム 特別版（スレンダー）
- ザ☆ドラえもんズ ドキドキ機関車大爆走!（部下）

2002年
- クレヨンしんちゃん 嵐を呼ぶ アッパレ!戦国大合戦（馬廻衆）

2004年
- スチームボーイ

2006年
- 劇場版 NARUTO -ナルト- 大興奮!みかづき島のアニマル騒動だってばよ（サーカス団・団員）

2007年
- ヱヴァンゲリヲン新劇場版:序（ネルフ職員）

2009年
- 名探偵コナン 漆黒の追跡者（警備員）

2010年
- 涼宮ハルヒの消失（岡部先生）

2011年
- friends もののけ島のナキ
- 名探偵コナン 沈黙の15分（記者）

2012年
- チベット犬物語 〜金色のドージェ〜（サンゲ）

2014年
- 映画ドラえもん 新・のび太の大魔境 〜ペコと5人の探検隊〜（シバ）
- 名探偵コナン 異次元の狙撃手（車内放送）

2017年
- 結城友奈は勇者である -鷲尾須美の章- 第3章「やくそく」
- コードギアス 反逆のルルーシュ I - III（2017年 - 2018年、内政事務次官、ファイエル、ブリタニア兵） - 3部作

2019年
- コードギアス 復活のルルーシュ（外交官）

2022年
- 映画ドラえもん のび太の宇宙小戦争 2021（ピシア兵）

### OVA
1994年
- 湘南純愛組!（闇皇帝A）

1995年
- 銀河お嬢様伝説ユナ（市民）
- 紺碧の艦隊（後藤）
- 秘境探検ファム&イーリー（船員C）

1996年
- 銀河英雄伝説
- 新破裏拳ポリマー（団員）
- 宝魔ハンターライム（警官3）

1997年
- 同窓会 Yesterday Once More（ヘビメタバンド）

1998年
- 真（チェンジ!!）ゲッターロボ 世界最後の日（団六、オペレーターB）

1999年
- メルティランサー The Animation（警官え）

2002年
- I'll/CKBC（小畑茂）

2006年
- 機動戦士ガンダムSEED ASTRAY（商人）
- げんしけん（高柳）

2007年
- 装甲騎兵ボトムズ ペールゼン・ファイルズ（パイロット、看護兵、兵士A、警備兵A）

2012年
- 名探偵コナン えくすかりばあの奇跡（審判）

### Webアニメ
- にょろーん☆ちゅるやさん（2009年、先生）
- ケンガンアシュラ（2019年、鍋三樹男[10]）

### ゲーム
1996年
- 王国のグランシェフ

1997年
- この世の果てで恋を唄う少女YU-NO（島津市長）
- 竜機伝承〜DRAGOON〜（ランドール・ガプルアード）
- 竜機伝承2（イグニス（ドラゴンモード）、ゲルプ）

1998年
- がんばれゴエモン〜来るなら恋! 綾繁一家の黒い影〜
- がんばれゴエモン〜でろでろ道中 オバケてんこ盛り〜

2000年
- ガンドレス（ウォン、スレッサー、帽子屋）
- 冒険時代活劇ゴエモン（紅猿）

2003年
- NARUTO -ナルト- ナルティメットヒーロー（ゲンゾウ）

2004年
- SDガンダムフォース 大決戦! 次元海賊デ・スカール!!（ガンバイカー、ザッパーザク）

2005年
- 必殺裏稼業（菱屋番頭）

2007年
- 装甲騎兵ボトムズ（兵士A）

2008年
- 機動戦士ガンダム ギレンの野望 アクシズの脅威（エゥーゴ将校、ティターンズ将校、将校C）
- コードギアス 反逆のルルーシュ LOST COLORS（日本解放戦線兵士）

2011年
- アサシン クリード リベレーション
- テイルズ オブ エクシリア（ウォーロック・ロランド）

2012年
- 機動戦士ガンダム オンライン（スレンダー）
- テイルズ オブ エクシリア2（ウォーロック・ロランド）

2013年
- God of War: Ascension

2015年
- テイルズ オブ ゼスティリア（ロマーノ）

### ドラマCD
- イースV 〜失われた砂の都ケフィン〜（サンドリア兵士）
- 英雄伝説III「白き魔女」（衛兵B）
- おまけの小林クン（校長先生）
- 詩を聴かせて（教師）
- 創竜伝（議員）
- 速攻生徒会（不良A）
- 東京野蛮人（新名組長）
- Vassalord. Chapter II（ダニエル）
- ふしぎ遊戯2 朱雀召喚篇（無頼B）
- ぽっぷるメイルパラダイス3（警備兵）
- BASARA 茜の章（村人）

### BLCD
- アフター5はkissの雨（主治医）
- お兄さんは生徒会長様（廉の父）
- コルセーア 〜記憶の鼓動〜（アデル）
- ストロベリー・デカダン2（教授）
- 同級生 恋愛専科（オカマの痴漢）
- 同級生 恋愛専科2（司会者）

### 吹き替え

#### 映画
- 愛のトリートメント（ブルース〈マーク・ブーン・ジュニア〉）※ビデオ版
- アメリカン・ファイトクラブ（マラタ〈ジャック・ラダー〉）
- アイアン・カウボーイズ ミーツ・ゴーストライダー（店主）
- アライバル/侵略者 ※VHS版
- アルナーチャラム 踊るスーパースター
- アベレーション2（ラジオの声）
- 悪魔を憐れむ歌
- イレイザー
- インビクタス/負けざる者たち
- 犬いなる遺産（ナッツウェイジャー〈キャンベル・レイン〉）
- ヴァン・ダム IN コヨーテ（シン〈ヴィンセント・スキャヴェリ〉）
- ウェディング・シンガー
- 美しき家政婦/ウーマン・ウォンテッド（運転手）
- SPL/狼よ静かに死ね
- エイリアン3 ※テレビ朝日版
- エアフォース・ワン（副操縦士） ※ソフト版
- エグゼクティブ・バトル（メンロー〈M・エメット・ウォルシュ〉）
- エリン・ブロコビッチ（ブライアン・フランクル〈ランディー・ローウェル〉）
- エアポート'03
- エアポート2001（ジェフ〈ロドニー・パワー〉）
- エクスプレス 負けざる男たち（ジム・ブラウン〈ダリン・デウィット・ヘンソン〉）
- カーサ・エスペランサ 〜赤ちゃんたちの家〜（ルーベン〈ヘクトル・ムジカ〉、イヴァン）
- 怪獣大決戦ヤンガリー
- キャット・ピープル（ビル〈スコット・ポーリン〉）※DVD版
- ギャラクシー・クエスト（ラーンク〈レイン・ウィルソン〉）
- 絹の疑惑 シルク・ストーキング
- クラッシュ・ザ・タンカー/流出危機（ジャック・ラム〈ティモシー・ウェッバー〉、ラリー・シア）
- クラッシュポイント・ゼロ（スチュアート〈スティーヴ・フランケン〉）
- コン・エクスプレス（ロウ〈J・パトリック・マコーマック〉）
- コットンクラブ（アブバダバ〈アレン・ガーフィールド〉）※DVD版
- サマー・オブ・サム（サムの息子〈マイケル・バダルコ〉）
- ザ・セル（エドワード・ベインズ〈コルトン・ジェームズ〉）
- 61* シックスティワン（トッピング〈ボブ・ガントン〉）
- CODE:0000 コード:ゼロ（予言者2）
- シャロウ・グレイブ
- シリアル・ラヴァー
- シン・レッド・ライン（ティルス〈ティム・ブレイク・ネルソン〉）
- シークレット・オブ・アメリカ（ロニー〈ポール・パーダッチ〉）
- 13日の金曜日（ローレンス〈アーレン・エスカーペタ〉）
- 死霊のはらわた 最・終・章（ニック〈アラン・マドレーン〉）
- ステイト・オブ・ウォー（ピサロ軍曹〈ヴィクトル・ヒューゴ・カリッツォ〉）
- 17 セブンティーン（ヘンリー〈ルーク・ウィルソン〉）
- タンク・ガール（ブーガ〈ジェフ・コーバー〉）
- ダイナソーウォーズ（ナレーション）
- ターザン:REBORN（士官1[11]）
- 007 ワールド・イズ・ノット・イナフ（ダビドフ〈ウルリク・トムセン〉）
- 小さな命が呼ぶとき（マーカス・テンプル〈コートニー・B・ヴァンス〉）
- 沈黙の聖戦
- 沈黙の陰謀（赤いバンダナの男）
- D.N.A.V（捜査官4）
- デザート・フォース（ラタン〈プニート・イッサー〉）
- 逃亡者
- トーマス・クラウン・アフェアー（イギー〈グレッグ・ベロー〉）
- 遠い空の向こうに（モリス〈ドン・G・キャンベル〉）
- ノイズ
- ノッキン・オン・ヘブンズ・ドア（ジョー）
- 背徳捜査線 パッション・オブセッション（バスター〈エベレット・ロッド〉）
- バックファイヤー!
- バッファロー'66
- パール・ハーバー（副官）
- バットマンシリーズ
  - バットマン フォーエヴァー
  - バットマン&ロビン Mr.フリーズの逆襲
- ハングオーバー!!! 最後の反省会（黒いダグ〈マイク・エップス〉）
- ハーモニーベイの夜明け（マックスウェル）
- パンドラ・プロジェクト（モモ〈マーク・アデアー＝リオス〉）
- ヒーロー・ネバー・ダイ（大仙）
- ファイト・クラブ（演説の男〈シドニー・"ビッグ・ドーグ"・コルストン〉）※ソフト版
- プラトーン（ロドリゲス〈クリス・カスティリェホ〉）※DVD版
- プランケット&マクレーン（エディ〈トミー・フラナガン〉）
- ホーム・アローン2（ダンカンの玩具屋の客〈クリス・コロンバス〉）
- ボクサー/最後の挑戦（マルチネス〈マルク・デュディコール〉）
- 僕の大切な人と、そのクソガキ
- マイ・ネーム・イズ・ジョー（ドク〈スティーブン・ドカーティー〉）
- マスク（アーブ〈ティム・バグレー〉）※日本テレビ版
- ミステリー、アラスカ（ベン・ウィネトカ〈リロイ・ペルティア〉）
- ヤァヤァ・シスターズの聖なる秘密
- 楽園の瑕（剣豪〈コリン・チョウ〉）
- リーサル・ウェポン（警官、警察無線の声）※テレビ朝日版
- リーサル・ウェポン3（ダリル〈ボビー・ウィン〉）
- レッド・バイオリン（クリストフ〈ライナー・エッガー〉）
- レマゲン鉄橋
- ル・ブレ（メグ〈ゲイリー・ティップレディ〉）
- ヤァヤァ・シスターズの聖なる秘密
- 夢翔る人/色情男女 ※ビデオ版

#### テレビドラマ
- アリー my Love
- アンダーカバー・ボス4 社長潜入捜査（アンディ・ウィーダーホーン）
- アウトランダー #16
- WITHOUT A TRACE/FBI 失踪者を追え!シリーズ
  - シーズン1 #20（アンドレ〈ドウェイン・L・バーンズ〉）
  - シーズン2 #12（ポール・ニューマン）
- Xファイル シーズン4 #17
- クリミナル・マインド FBI行動分析課シリーズ
  - シーズン4（コーム）
  - シーズン5 #2（チャールズ・チポラ医師）
  - シーズン6 #14
  - シーズン9 #22
- クリミナル・マインド 特命捜査班レッドセル #8（マッツァーラ）
- ギルモア・ガールズ
- コールドケース3 #7
- CSI:科学捜査班シリーズ
  - シーズン1 - 3（エディ・ウィロウズ〈ティモシー・カーハート〉）
  - シーズン4（クレイグ・カフマン〈クリストファー・シー〉）
  - シーズン5 #8（フランシス〈ドン・マクマナス〉）
  - シーズン6 #6（セイヤー〈ジェフリー・ノードリング〉、ピーターズ）
  - シーズン7 #14（サルヴァトール・ハインツ〈ゴードン・クラップ〉）
  - シーズン11 #13
- CSI:マイアミシリーズ
  - シーズン3 #1（ピート・ケラー〈ウィリアム・メイポーザー〉）
  - シーズン4 #23（コリン・ダンビル教授）
  - シーズン5 #5（イーサン・ダンベリー、ゲイリー・ローガン）
  - シーズン9 #21（ニール・マーシャル〈ジョシュア・マリーナ〉）
- CSI:ニューヨーク #15（ランス・モレッティ〈デヴィッド・デルイズ〉、神父）
- スターゲイト SG-1（オズボーン博士〈ブルース・ハーウッド〉、監督〈ピーター・デルイーズ〉）
- スターゲイト アトランティス（ラデク・ゼレンカ博士〈デヴィッド・ニクル〉）
- スーパーナチュラル シーズン4 #8（ウェズリー・モンデール〈テッド・ライミ〉）
- 太陽を抱く月
- タッチング・イーブル〜闇を追う捜査官〜 #4
- Dr.HOUSE #5（マーヴィン〈デイキン・マシューズ〉）
- 24 -TWENTY FOUR- シーズンII・V
- ハイテク武装車バイパー シーズン2（メイヤーズ刑事）
- バフィー 〜恋する十字架〜（グレゴリー先生〈ウィリアム・モナハン〉）
- パワーレンジャーシリーズ
  - パワーレンジャー（ボーンズ、巨人、ファング）
  - パワーレンジャー・ターボ（トランスルシター）
  - パワーレンジャー・イン・スペース（ダーコンダ人間体）
- ピケット・フェンス（デスク）
- ビバリーヒルズ青春白書 シーズン5 - 8
- フラッシュフォワード（クリスティン・ウッズ・アーロン・スターク〈ブライアン・F・オバーン〉）
- 名探偵モンク2
- 裸足の青春（チャン・ミョンソク〈キム・ムセン〉）
- ロズウェル - 星の恋人たち

#### アニメ
- トランスフォーマー ザ・リバース（1996年、ハイブロウ[12]、ゴールドバック[12]、ファイアーボルト[12]、リコイル[12]、シックスショット[12]、ブレストオフ[12]、ナイトスティック[12]）
- リトルプリンセス（2009年、王様）
- 忍者ハットリくん 2012年インド版（2013年、パパ[13]）
- ヘラクレス（男性）

### ラジオドラマ
- NHK オーディオドラマ
  - 「エイレーネーの瞳 シンドバッド23世の冒険」（2013年） - グール、船客
- 青春アドベンチャー
  - 「いまはむかし〜竹取異聞〜」（2013年） - 兵士

### ボイスオーバー
- BS世界のドキュメンタリー（NHK-BS1）

### ナレーション
- ドクタースカリー

### その他コンテンツ
- 機動戦士ガンダム0079カードビルダー（スレンダー）

### シリーズ一覧
1. ↑  第1期（1998年）、第2期『Revenge』（1999年）
2. ↑  第1期『first season』（1999年 - 2000年）、第2期『second season』（2003年）
3. ↑  第1期（2004年）、第2期『2』（2007年）
4. ↑  『はっけん たいけん だいすき! しまじろう』（2009年）、『しまじろう ヘソカ』（2010年）